# Havuzlu
Havuzlu ist ein Dorf (Köy) im Landkreis Ovacık der türkischen Provinz Tunceli. Im Jahre 2011 lebten in Havuzlu 23 Menschen. Der ursprüngliche Ortsname ist armenischer Herkunft und lautete Hopik. Bei der Umbenennung wurde der Ortsname ins Türkische übersetzt.